# 조용완
조용완(趙容完, 1945년 ~)은 서울고등법원장을 역임한 법조인이다. 본관은 함안.

## 생애
1945년에 서울특별시에서 태어났다. 검정고시를 통해 서울대학교 법과대학에 입학한 뒤 만 19세에 제4회 사법시험에 합격하여 판사에 임용되어 청주지방법원 대전지방법원 서울고등법원 등에서 판사를 하면서 사법연수원 교수를 하다가 1995년 이후 법원장을 맡아 서울지방법원 서부지원장(1995년 11월 23일자 임명), 청주지방법원장(1997년 9월 22일자 임명)과 수원지방법원장(1998년 8월 24일자)을 역임했다. 특히 수원지법원장에 재직할 때 민원인이 인터넷이나 전화로 등기부등본 발급 신청을 하면 집으로 배달해주는 법원콜센터 제도를 시행하다가. 대법관 후보로 거론되던 1999년 9월에 대법원은 "21세기를 맞아 사법부 조직의 쇄신을 위해 전국 법원장을 전원 교체하면서" 광주고등법원장에 재직중이던 조용완을 1999년 10월 11일 서울고등법원장으로 승진하여 임명하였다.
서울고등법원 부장판사로 재직하던 1993년 공직자 재산 공개에서 투기지역인 경기도 용인군 용인읍 삼거리 일대의 공시지가 7억원인 3000여평 논, 밭을 소유하고 있어 논란이 됐지만 조용완은 "청주지방법원 영동지원장으로 재직하던 초임 판사 시절인 1974년에 이곳에서 농장을 하던 장인의 권유로 주민등록을 옮겨 논,밭 11,706 제곱미터를 샀다"고 했다.
서울지방법원 서부지원장에 재직하던 1995년  공직자 재산 신고에서 전년 대비 5억 9800여만원의 재산이 늘어 사법부 내 재산이 가장 많이 늘어난 공직자가 됐다. 이에 대해 조용완은 "1995년에 수용된 공시지가 1억7천만원짜리 경기 용인군 밭 964평에 대한 보상금 7억9천여만원을 받아 재산이 늘었다"고 했다.

서울고등법원장으로 재직하던 2000년 10월 24일 국회 법제사법위원회 국정감사에서 "판.검사와 피고인이 원형 탁자에 앉아 재판을 하는건 어떠냐"는 새천년 민주당 천정배 의원의 질의에 "현재 대법원에서 법정구조를 당사자주의에 맞도록 개선하는 방안을 검토중"이라고 답변했다.

## 주요 판결
서울민사지방법원 합의8부 재판장으로 재직하던 1988년 6월 7일에 광고모델인 주미(본명 김경애)가 서울광고기획과 영동백화점을 상대로 초상권 침해에 따른 위자료 청구소송에서 "잡지 속의 사진 모델을 초상화로 재구성하여 다른 목적의 광고에 이용했다고 하더라도 이를 초상권 침해라고 볼 수 없다"며 원고의 청구를 기각했다.
서울고등법원 특별2부 재판장으로 재직하던 1991년 12월 24일에 워커힐호텔이 경기도 구리시장을 상대로 시설물 철거 대집행 계고 처분 취소송에서 "개발제한구역 내에 지어진 정수장, 관리시설이불법 시설물이라고 해도 인근 아파트 24개동 주민들의 수돗물을 공급하고 있어 철거로 인하여  공공의 피해가 크다면 철거 처분은 부당하므로 취소해야 한다"고 했다. 1992년 6월 12일에 파스퇴르유업이 강원도지사를 상대로 사과 과즙 요구르트 품목 제조정지 및 광고금지 처분 취소 소송에서 "현행법상 식품과 의약품은 구별되므로 비록 효능이 있다고 해도 의약품 제조 허가를 받지 않은 이상 정지처분은 정당하다"며 원고 청구를 기각했으며 한국야쿠르트유업이 서초구청장을, 정모씨가 강남구청장을 상대로 개별 토지가격 결정 처분 취소소송에서 "토지가액 결정은 토초세 택지초과 소유 부담금 또는 개발 부담금 산정의 직접적 기준이 되어 국민의 권리와 의무에 관계되므로 행정소송 대상이 된다"면서원고 청구를 기각했다. 7월 16일에 전국병원노동조합연맹이 노동부 장관을 상대로 설립신고서 반려처분 취소 청구소송에서 "연합노련이 동종산업의 단위노조로 구성된 산업별 연합단체로 보기 어려워 동종 업종으로 구성된 병원노련 설립은 정당하다"며 원고 승소 판결을 했다. 10월에 강남구청장을 상대로 낸 소송에서 "다가구주택은 여러 가구가 독립된 주거생활을 할 수 있도록 건축되어 있어도 단독주택에 불과하므로 건축법상 공유면적은 있을 수 없다"며 "중과세된 취득세 700만여원은 정당하다"고 했다. 하지만 같은 법원 다른 재판부에서는 "취소하라"는 판결도 있었다. 10월 8일에 대학 신입생을 상대로 4년간의 학생회비를 일괄 징수했다는 이유로 제적된 전 공주교대 총학생회장과 부총학생회장이 공주교대 학장을 상대로 낸 제적처분 취소소송에서 "학생회비 일괄징수 취지에 대해 설명하고 자발적 동의에 의하여 징수하였음에도 강요에 의한 것으로 보아 제적 처분한 것은 재량권을 남용했다"고 했으며 강남세무서장을 상대로 "1990년분 토지초과이득세 9400여만원을 취소하라"며 제기한 소송에서 토지초과이득세법의 입법 취지에 비춰 하루 사이에 토지가격이 급격히 상승했다고 볼만한 사정이 없는 이상 12월 31일 기준 지가를 적용하지 않고 다음해 1월 1일 기준지가를 적용한 것은 위법이 아니다"며 원고 청구를 기각했다. 10월 31일에 서대문구청장을 상대로 석유판매 불허가 처분 취소 청구소송에서 "서울 도심 반경 5km이내에 주유소를 신설할 수 없게 한 서울시 지침은 내부 지침에 불과해 대외적 효력을 인정할 수 없다"며 "취소하라"고 판결했다. 1993년 4월 15일에 반포세무서장을 상대로 토지초과소득세 부과 처분 취소소송에서 "서초구청장이 결정한 개별 토지가격이 잘못됐다"며 "토지초과소득세 1400만원 중에서 980만원을 취소하라"고 했다. 1993년 2월 13일에 도시설계에 적합하도록 건축을 유도한 행정기관의 규제로 토지를 놀렸다고 해도 토지초과이득세 부과 대상이 된다고 했다. 3월 17일에 제34회 사법시험 1차시험에서 탈락한 수험생이 총무처 장관을 상대로 불합격처분 취소 청구소송에서 사법시험 사상 최초로 답안지를 제출받아 채점 과정에서의 잘못 여부를 본인에게 확인하게 했지만 수험생은 "문제가 객관식이어서 자신의 필체를 확인할 수 없었다"고 했다.
서울고등법원 민사1부 재판장으로 재직하던 1993년 10월 29일에 송현섭 전 신정당 사무총장의 개인 비서가 박찬종 신정당 대표를 상대로 제기한 대여금 반환 청구소송 항소심에서 "박찬종 대표는 사무총장의 비서에게 3억원을 돌려주라"며 원고 승소판결했다. 12월 24일에 국립의료원에서 심장 수술을 받은 후에 언어장애와 함께 오른쪽 팔다리 마비 증상이 나타난 환자가 국가를 상대로 제기한 손해배상 청구소송에서 "환자의 동의나 승낙 없이 가족들의 동의만으로 수술을 한 뒤 환자에게 부작용이 생겼다면 병원은 이에 대한 책임을 져야 한다"며 "1억3500여만원을 지급하라"고 판결했다. 1994년 5월 29일에 서울시를 상대로 제기한 소유권 이전 소송에서 원고패소 판결을 내린 원심을 깨면서 "정부기관이 지주와 협의해 취득한 토지를 사업계획을 바꿔 다른 사업에 사용할 경우에는 토지의 일부가 목적사업에 사용된다고 하더라도 전체 토지를 원소유주에게 돌려줘야 한다"며 "서울시는 원고에게 토지를 돌려주라"고 했다. 1995년 7월 3일에 대한야구협회가 한국야구위원회를 상대로 제기한 김재걸 선수의 프로선수 등록금지 가처분 신청 항소심에서 "프로-아마 협정서를 위반한 점은 인정되지만 강제력이 없어 김재걸의 프로선수 등록에는 하자가 없다"며 기각했다. 9월 17일에 충남전기공업이 설계도와 다른 부실 공사를 했던 인종합건설을 상대로 낸 손해배상 청구소송에서 "피고는 원고에게 미지급 공사대금을 청구할 수 없으며 이미 받은 공사대금 9700여만원을 반납한 뒤에 부실 건축물 철거비 2500만월을 배상하라"고 했다.